# Herbert Marcuse
Herbert Marcuse (Berlim, 19 de julho de 1898 – Starnberg, 29 de julho de 1979) foi um sociólogo e filósofo alemão naturalizado norte-americano, pertencente à Escola de Frankfurt. Está sepultado no Dorotheenstädtischer Friedhof em Berlim.
Em suas obras escritas, ele criticou o capitalismo, a tecnologia moderna, o materialismo histórico e a cultura do entretenimento, argumentando que eles representam novas formas de controle social. Seus trabalhos mais conhecidos são Eros e Civilização (1955) e O Homem Unidimensional (1964).
De origem judia, assim que os nazistas tomaram o poder em 1933, ele emigrou com sua família, primeiro para a Suíça e depois para os Estados Unidos, após uma breve passagem em Paris. É contratado pelo Instituto para Pesquisa Social de Frankfurt, que já se mudara para Nova Iorque. Devido à fraca situação financeira do Instituto, entre 1943 e 1950, Marcuse trabalhou no serviço do governo dos EUA para o Escritório de Serviços Estratégicos (OSS; antecessor da Agência Central de Inteligência), onde trabalhou em um projeto de desnazificação e criticou a ideologia do Partido Comunista da União Soviética no livro Marxismo Soviético: Uma Análise Crítica (1958).
Após seus estudos, nas décadas de 1960 e 1970, ele ficou conhecido como o principal teórico da Nova Esquerda e dos movimentos estudantis da Alemanha Ocidental, França e Estados Unidos; alguns o consideram o "pai da nova esquerda". Seus estudos acadêmicos críticos e análises do marxismo inspiraram muitos intelectuais radicais e ativistas políticos nas décadas de 1960 e 1970, tanto nos Estados Unidos quanto internacionalmente, incluindo, Angela Davis, Norman O. Brown, Charles J. Moore, Abbie Hoffman, Rudi Dutschke e Robert M. Young

## Biografia filosófica

### Os anos de formação
Herbert Marcuse nasceu em Berlim numa família de judeus assimilados.
Foi membro do Partido Social-Democrata Alemão entre 1917 e 1918, tendo participado de um Conselho de Soldados durante a revolução berlinense de 1919, na sequência da qual deixou o partido.
Estudou filosofia primeiro em Berlim e depois em Freiburg, onde estudou literatura alemã contemporânea e complementarmente filosofia e economia política.
Em 1922 defendeu sua tese O Romance de Arte alemão, claramente inspirada na obra do Lukács pré-marxista e na de Hegel.
Casou-se em 1924 com Sophie Wertheim e descobriu Ser e Tempo de Heidegger.
Depois disso, em 1928 voltou a Freiburg para estudar com Heidegger, que acabara de suceder a cadeira de Husserl, tendo se tornado seu assistente de cátedra. Em 1932, Heidegger o alertou para o risco de continuar na Alemanha, conforme depoimento a seu neto Harold.
Em 1933, já no seu exílio ocasionado pela ascensão nazista, Marcuse escreveu seu último trabalho na Alemanha, sobre a Filosofia do Fracasso de Karl Jaspers.
Marcuse era um crítico de Heidegger desde o início de seu contato com ele, pois considerava que a analítica do 'Dasein', de enfrentar suas próprias consequências práticas, era um conceito a-histórico.
Assim Marcuse partiu para o estudo de filósofos que poderiam fornecer uma maior concretude aos conteúdos e conceitos filosóficos, como Dilthey e Hegel.

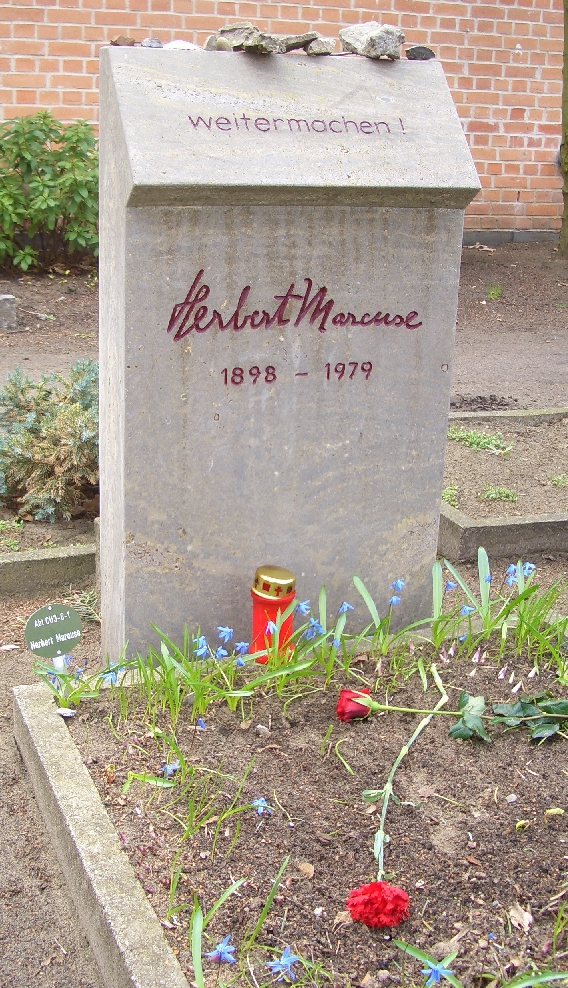
Sepultura no Dorotheenstädtischer Friedhof, Berlim, onde as cinzas de Marcuse foram depositadas em 2003.

### O contato com Marx
Todos os filósofos que participaram até então da formação de Marcuse tiveram sua importância grandemente diminuídas quando são editadas as obras da juventude de Karl Marx em 1932. Marcuse foi um dos primeiros a interpretar criticamente os Manuscritos Economico-filosóficos de Marx e "pensava encontrar neles um fundamento filosófico da economia política no sentido de uma teoria da revolução" (Wiggershaus 2003, p. 134). Para ele, não era mais necessário recorrer a Heidegger para fundamentar filosoficamente o marxismo, já que viu no próprio Marx a possibilidade dessa fundamentação.
É de Marx que virá sua crítica ao Nacionalismo e aos efeitos que o capitalismo burguês vai ter na vida das pessoas. Também vem de Marx a proposta de que, com o desenvolvimento da tecnologia e do capitalismo como um todo, em conjunto com uma ação prática-revolucionária da sociedade, poderemos alterar as nossas condições e erguer uma nova organização social, que possibilite uma vida melhor para as pessoas, e onde elas não sejam alienadas. Marcuse procura esboçar caminhos que nos levem para além da organização sócio-econômica atual.

### Contato com a Escola de Frankfurt
Em 1933, por intermédio da intervenção de Leo Lowenthal e de Kurt Riezler, Herbert Marcuse foi admitido no Instituto de Pesquisas Sociais que seria mais tarde associado à Escola de Frankfurt, que neste momento estava exilado em Genebra. Ele tentara, sem sucesso, desde 1931 entrar em uma relação mais estreita com o Instituto. Em 1934, junto com Theodor Adorno e Max Horkheimer mantém suas atividades nos Estados Unidos. Em 1950, os colaboradores do Instituto retornam à Alemanha, mas Marcuse decide permanecer nos Estados Unidos onde pensa, escreve e ensina até sua morte em 1979.

### Diálogo com a obra Freudiana
Podemos perceber, em “Eros e Civilização”, um diálogo constante que Marcuse terá com a obra freudiana. Uma grande influência de Freud será a busca da felicidade do indivíduo humano, que virá através da satisfação dos desejos individuais da pessoa. As pessoas hoje seriam infelizes porque a sociedade bloqueia a realização de seus desejos, e devemos tentar reverter essa situação. Será utilizado muito da teoria da psicanálise, também para explicar o comportamento das pessoas na sociedade atual; por exemplo, como atuam suas pulsões e como procuram realizar ou reprimir os seus desejos.
De acordo com o prefácio de "Eros e Civilização", essa sua obra tinha um objetivo otimista: de que as mudanças decorridas nos últimos tempos de nossa sociedade industrial-tecnológica nos habilitariam a inverter o sentido do progresso. Ao invés de se basear em uma sociedade de produção e consumo desenfreados, poder-se-ia usar a riqueza e o conhecimento da sociedade de forma a satisfazer, na medida do possível, as pulsões vitais humanas, além de impedir os efeitos nocivos de nossas vontades destrutivas. O homem poderia então trabalhar menos e se dedicar mais a uma vida de satisfação de seus desejos e pulsões, vivendo de maneira muito mais plena. No entanto, Herbert reconhece que subestimou a capacidade do sistema sócio-político atual em desenvolver formas de controle social cada vez mais eficazes. Entre essas formas de controle, temos uma produção de bens supérfluos cada vez maior, para redirecionar as necessidades de prazer e satisfação da população.

## Suas ideias
Marcuse se preocupava com o desenvolvimento descontrolado da tecnologia, os movimentos repressivos das liberdades individuais, e com uma desvalorização da razão em favor da técnica. Em seu livro "O homem unidimensional", Marcuse afirma que a sociedade industrial chegou a um ponto onde a burguesia e o proletariado, classes responsáveis pelo movimento da história, deixam de ser agentes transformadores da sociedade para se tornarem agentes defensores do status quo. Os avanços da técnica solucionaram tantas pequenas necessidades, tornaram a vida destes grupos tão confortáveis, que o ímpeto revolucionário desses grupos cessou. Ao mesmo tempo, a técnica possibilita um controle social cada vez mais aperfeiçoado, e se torna não um instrumento neutro, como se acreditava anteriormente, e sim engrenagem central de um novo sistema de dominação. E se o proletariado não é mais "sujeito revolucionário", grupo em oposição à sociedade hegemônica, que grupo social o será? De acordo com Marcuse, isso cabe àqueles cuja ascensão não é permitida pela sociedade moderna, aos grupos minoritários às margens da sociedade que o bem-estar geral não conseguiu (ou não se interessou em) incorporar.
Marcuse retoma de Hegel duas noções capitais, a ideia de "Razão" e a ideia de "Negatividade". A Razão é a faculdade humana que se manifesta no uso completo feito pelo homem de suas possibilidades. Não se pode compreender a "possibilidade" longe do conceito de "necessidade". O que necessitamos? A necessidade nos dirige a certos objetos cuja falta sentimos. A possibilidade mede o raio de nosso alcance face a tais objetos. Se quero um apartamento mas não tenho dinheiro para comprá-lo, o objeto de minha necessidade é o apartamento, e a medida de minha possibilidade é o dinheiro que me falta. É muito fácil compreender como a falta de dinheiro representa um bloqueio falso, fictício, à satisfação de meu desejo. Na realidade posso ter o apartamento, mas certas convenções sociais, que respeito de modo mais ou menos acrítico, me impedem de possuí-lo. Ao mesmo tempo, se me interrogo a respeito da minha necessidade face ao apartamento, essa também se dissolve. O apartamento é um símbolo de status social, ou resultado de certas convenções visando ao gosto que seriam, em outras condições, muito discutíveis, e que nem sempre me possibilitam morar satisfatoriamente. A minha necessidade se revela, portanto, como uma falsa necessidade, assim como o bloqueio pela falta de dinheiro das minhas possibilidades era um bloqueio falso. Onde se encontram, então, minhas necessidades e minhas possibilidades? Como compreenderemos o que e Razão? Marcuse muito se preocupa com este problema ao longo de toda a sua obra, sempre polêmica.
No livro Ideologia da Sociedade Industrial, Marcuse repete a crítica ao racionalismo da sociedade moderna, e tenta ao mesmo tempo esboçar o caminho que poderá nos afastar dele. O caminho será, por um aspecto, a contestação da sociedade pelos marginais que a sociedade desprezou ou não conseguiu beneficiar. Será por outro aspecto o desenvolvimento extremo da tecnologia, que deverá ter, segundo Marx e Marcuse, efeitos revolucionários. Quais são estes efeitos? O problema da sociedade moderna é a invasão da mentalidade mercantilista e quantificadora a todos os domínios do pensamento. Essa mentalidade se representa economicamente pelo valor de troca, ligado de modo íntimo aos processos de alienação do homem. E, segundo Marx, com o desenvolvimento extremo da tecnologia "a forma de produção assente no valor de troca sucumbirá". A sociedade moderna, sentindo, que sua base a tecnologia - contém seu rompimento, age repressivamente para evitar este avanço extremo. Marcuse tinha esperança de que não.

## Fragmentos sobre Marcuse

### Marcuse no Brasil
| “ | Herbert Marcuse (1898/Berlim - 1979/Frankfurt) se tornaria conhecido no Brasil a partir de meados dos anos 1960, na esteira do movimento de rebeldia que culminaria nos conhecidos eventos de 1968. O contato com o então professor de filosofia no Campus San Diego da Universidade da Califórnia – a seguir convertida em palco da resistência à presença norte-americana na Guerra do Vietnã – se daria sobretudo pelos seus últimos textos. Esta sua obra seria muitas vezes designada como "contracultural", resumindo-a aos propósitos de legitimar a rebelião, canalizando as insatisfações de um modo vago contra a formação social capitalista. Nesse conjunto bastante heterogêneo se enquadrariam, com a sem-cerimônia dos modismos da sociedade de consumo de massas, obras como Eros e Civilização (1955), A ideologia da sociedade industrial (1964), Contra-revolução e revolta (1972), A dimensão estética (1977) e O fim da utopia (1980), entre outros. Este último livro, póstumo, contém as participações de Marcuse em congestionadas e disputadíssimas discussões com os estudantes na Berlim de 1967, selando sua consagração como intelectual engajado que lhe valeria a caracterização de subversivo no Ocidente e ameaças de morte nos Estados Unidos. O establishment mandarim já impedira a carreira acadêmica de Marcuse na Alemanha de Weimar, quando em 1932 Heidegger bloqueou a sua habilitação como professor universitário. Trinta e cinco anos depois, quando o "judeu e comunista" já fora reabilitado como cidadão no retorno a Alemanha, a academia manteria, contudo, sua interdição intelectual. Agora, respaldando-se com vigor no coro dos críticos da rebelião, não lhe perdoaria a traição aos ideais olímpicos, libertários "ma non tropo", restritos a esfera privada, nos limites do respeito a ordem pública. Sua obra ainda hoje permanece grandemente obstruída por uma operação voltada a desacreditar a sua contribuição teórica. Como explicar, por exemplo, a ausência de Marcuse no volume dedicado no Brasil a Escola de Frankfurt na prestigiada Coleção Os Pensadores? Para os críticos, sua obra se consumaria ao arrepio do rigor intelectual, seria uma reflexão instrumentalizada estrategicamente pela ação imediata, tornando-se por isto sinônimo de ausência de "racionalidade efetiva" para os cultores da prática como procedimento "civilizado' nos parâmetros da boa soberania popular-burguesa. Excluindo Marcuse de suas fileiras, a "inteligência" estaria se reafirmando como porta-voz legítimo da razão, ainda que num mundo de finitude e carências, de perdição da verdadeira essência. | ” |

(Wolfgang Leo Maar, Marcuse: em busca de uma ética materialista, IN Herbert Marcuse, Cultura e Sociedade, Vol. I, p.8-9)

### Marcuse como filósofo da Revolução
| “ | Em 11 de novembro de 1941 Marcuse escreve a Horkheimer: "Não sou pessoa de deixar 'mensagens em garrafas . O que temos a dizer não é apenas para um futuro mítico". Esta frase traduz de maneira exemplar o programa de Marcuse, o único filósofo da Escola de Frankfurt a levar adiante o projeto da teoria crítica dos anos 1930 – manter unidas filosofia, teoria social e política radical. Donde suas divergências com Adorno no tocante ao tema das relações entre teoria e prática no contexto das rebeliões estudantis de 68, que podemos acompanhar pela correspondência aqui publicada. Para Marcuse a teoria crítica tinha a obrigação de politizar-se, sob pena de tornar-se anódina. Isso significava para ele, naquele momento, apoio inequívoco aos estudantes rebeldes, assim como o combate ao imperialismo americano, sobretudo no Vietnã. Passados 30 anos, Marcuse parece, para utilizarmos urna definição de Rosa Luxemburgo a respeito de si mesma, fazer parte de uma outra espécie zoológica. Nesta era liberal-conservadora em que antigas notabilidades de esquerda, em nome da inevitabilidade da modernização capitalista, aderiram cínica e alegremente ao partido da ordem, o intelectual Marcuse continua a impressionar por sua integridade política e moral, pela busca sem tréguas de respostas ao problema da dominação no mundo contemporâneo. Tendo participado na juventude de um conselho de soldados na Berlim revolucionária de 1918, evento que o marcou profundamente, Marcuse daí em diante aplica suas energias intelectuais a entender por que "todas as revoluções foram também revoluções traídas" (Eros e civilização) e onde estariam as brechas que poderiam levar à ruptura do capitalismo. | ” |

(Isabel Loureiro, Apresentação a Herbert Marcuse, Grande Recusa Hoje, p. 7).

## Algumas obras de Herbert Marcuse editadas no Brasil
- Reason and Revolution, 1941 (Razão e revolução, Paz e terra, RJ)
- Eros and Civilization, 1955 (Eros e Civilização, Zahar Editores, Rio de Janeiro)
- Soviet Marxism, 1958 (Marxismo Soviético, São Paulo, Saga, 1968)
- One-Dimensional Man, 1964 (O Homem Unidimensional: Estudos da Ideologia da Sociedade Industrial Avançada, Editora EDIPRO, 2015, SP)
- Das ende der Utopie, 1967 (O fim da Utopia, Editora Civilização brasileira, RJ)
- Psychoanalyse und Politik, 1968 (Psicoanálises y política, Ediciones, Península, Barcelona)
- Towards a Critical Theory of Society, 1969 (Idéias sobre uma Teoria Crítica da Sociedade, Zahar Editores, RJ)
- Counter-revolution and Revolt, 1972 (Contra-revolução e revolta, Zahar, RJ, 1973)
- Cultura e Psicanálise (Editora Paz e Terra, 1997)